# Sara Gramática
Sara Rosina Gramática (sinh ngày 26 tháng 5 năm 1942) là một kiến trúc sư người Argentina. Trong hơn 40 năm, bà là một trong năm nhóm kiến trúc sư thành lập GGMPU Arquitectos, một công ty có trụ sở tại Córdoba, Argentina. Hôm nay bà vẫn còn hoạt động với chồng và con trai tại MGM y Asociados.

## Tiểu sử

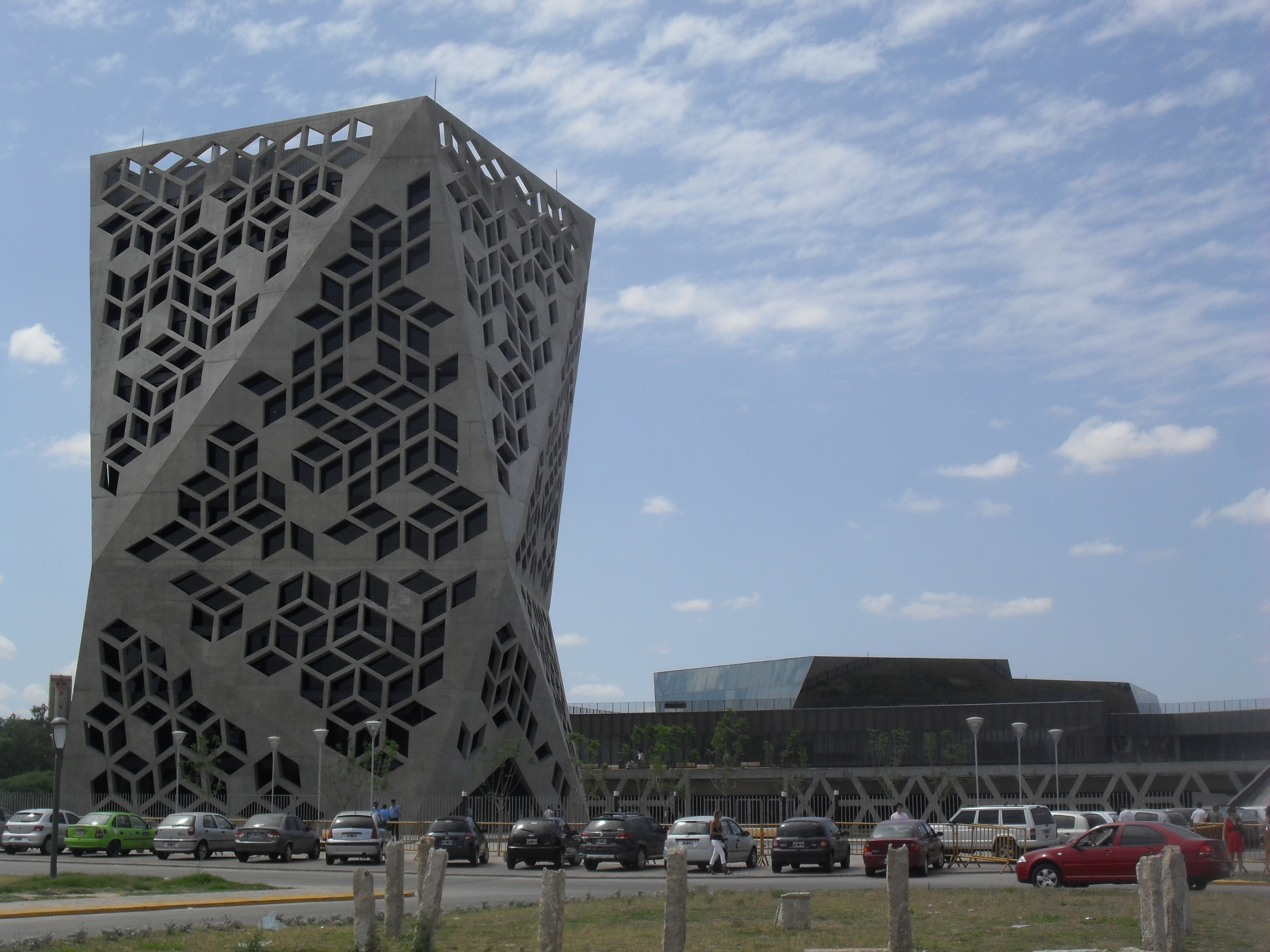
Centro Civico Córdoba (2012)

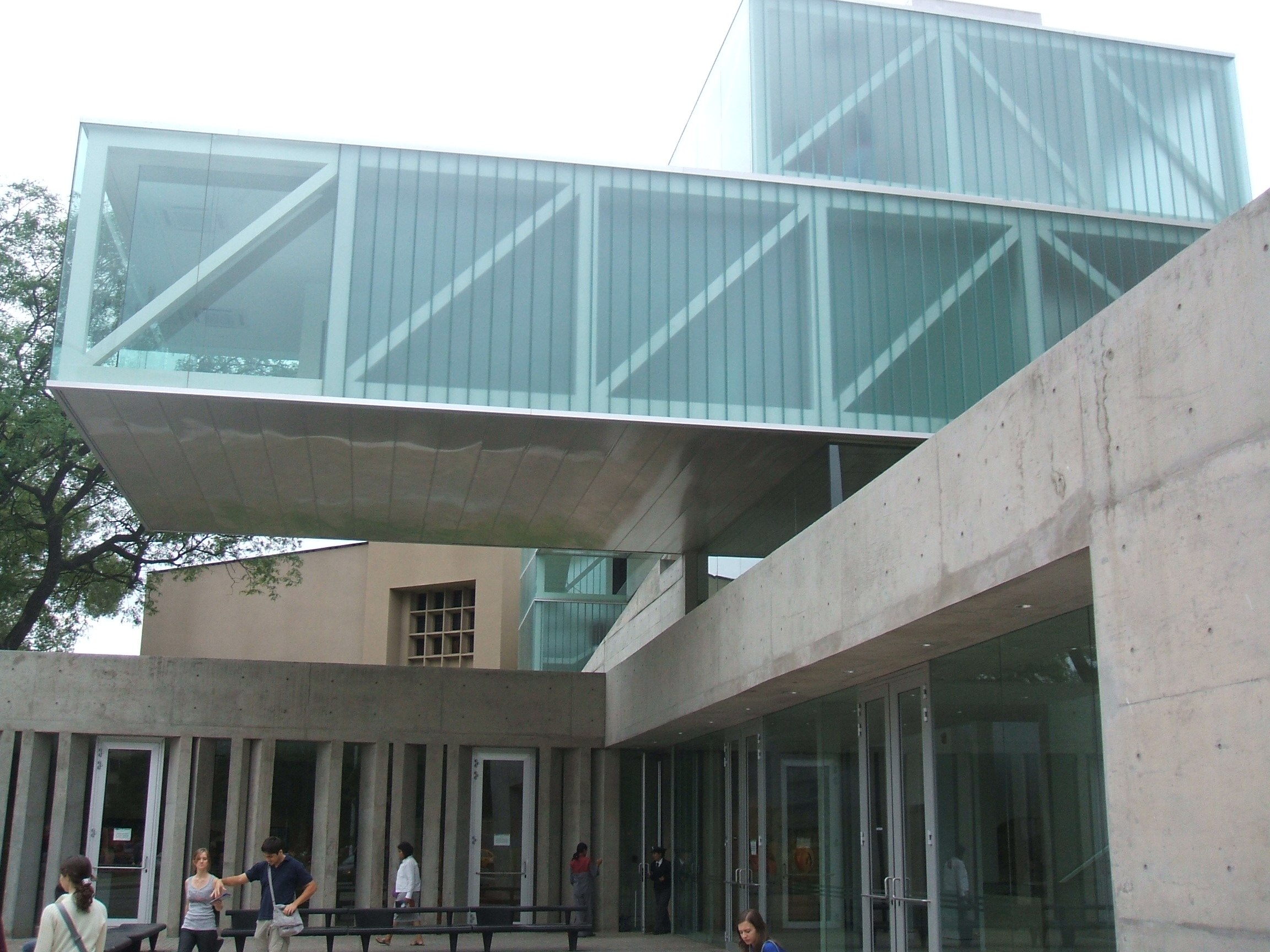
Museo Caraffa (2007)

Sinh ngày 26 tháng 5 năm 1942 tại Villa Dolores, Gramática học kiến trúc tại Đại học Quốc gia Córdoba, tốt nghiệp năm 1965. Hai năm sau, bà bắt đầu cộng tác với các kiến trúc sư Juan Carlos Guerrero, Jorge Morini, José Pisani và Eduardo Urtubey, bà đã gặp ở trường đại học. Năm 1967, họ năm thành lập công ty kiến trúc GGMPU (tên dựa trên tên viết tắt của họ). Họ điều hành công ty với nhau cho đến năm 1971, khi họ thành lập COPSA Năm 1995, các hoạt động của COPSA một lần nữa được chuyển về GGMPU. Gramática và Morini đã kết hôn và có con với nhau.
Đối mặt với cuộc khủng hoảng tài chính ở Argentina, năm 2002, cùng với Morini, Pisani và Urtubey, Gramática thành lập GMPU S.L. ở Málaga, Tây Ban Nha. Công ty thiết kế các tòa nhà dân cư trên bờ biển Địa Trung Hải cho đến năm 2011. Từ năm 2006, Gramática đã cộng tác trên một số dự án với con trai bà, Lucio Morini. Năm 2013, GGMPU và GMPU S.L. không còn tồn tại, các hoạt động của họ được MCM y Asociados (Morini, Gramática, Morini) tiếp quản, trong đó Gramática vẫn hoạt động.
Trong số các dự án hoàn thành của GGMPU ở Argentina là Casa en el Lago ở Villa Carlos Paz (1995) và một số tòa nhà ở Córdoba bao gồm Nazareth III (1991), Palacio de Justicia II (1998) và phần mở rộng của Museo de Bellas Artes Emilio Caraffa (2008) Phối hợp với Lucio Morini, Centro Civico, Córdoba, được hoàn thành vào năm 2012.

## Giải thưởng
Trong số nhiều giải Gramática nhận được là:
- 1985: Premio Bienal Buenos Aires a la mejor arquitecta de Interés Social (Buenos Aires Biennial Award for the best female architect in social housing)
- 1992: Konex Visual Arts Award
- 1998: Premio Bienal internacional de Arquitectura por su Palacio de Justicia de Córdoba
- 2000: Vitruvio a la Trayectoria, Buenos Aires